# Gusta i guściki
Gusta i guściki (fr. Le goût des autres) – francuska komedia z 2000 roku w reżyserii Agnès Jaoui. Zdjęcia kręcono w Paryżu, Rouen i Montville.

## Obsada
- Anne Alvaro jako Clara Devaux
- Jean-Pierre Bacri jako Jean-Jacques Castella
- Alain Chabat jako Bruno Deschamps
- Agnès Jaoui jako Manie
- Gérard Lanvin jako Franck Moreno
- Christiane Millet jako Angélique
- Wladimir Yordanoff jako Antoine
- Anne Le Ny jako Valérie
- Brigitte Catillon jako Béatrice
- Xavier De Guillebon jako Weber
- Raphaël Dufour jako Benoît
- Bob Zaremba jako Fred
- Sam Karmann jako Le metteur en scène
- Marie Agnès Brigot jako Sekretarka Castella
- Robert Bacri jako Ojciec Castella

## Nagrody
- Cezar:
  - Najlepszy film - Agnès Jaoui
  - Najlepszy aktor drugoplanowy - Gérard Lanvin
  - Najlepsza aktorka drugoplanowa - Anne Alvaro
  - Najlepszy scenariusz oryginalny lub adaptowany - Agnès Jaoui, Jean-Pierre Bacri

Film był także nominowany do Oscara za najlepszy film nieanglojęzyczny.